# Гордон Леонід Абрамович
Леонід Абрамович Гордон (7 травня 1930, Москва — 21 серпня 2001) — радянський і російський історик, соціолог і політолог.

## Освіта і наукові ступені
Закінчив історичний факультет МДУ, під впливом професора І. М. Рейснера обрав областю своєї спеціалізації становище робітничого класу в Індії. Кандидатську дисертацію «З історії робітничого класу Індії (положення пролетаріату Бомбея в 1918—1939 рр.)» Захистив в 1960 році в Інституті народів Азії АН СРСР. Доктор історичних наук (1979, дисертація «Підйом добробуту і вдосконалення побуту робітничого класу в період розвиненого соціалізму: історико-соціологічне дослідження зрушень в рівні і способі життя радянського робітничого класу в 60-70-ті роки»).

## Наукова діяльність
Після закінчення університету працював учителем історії в школі (так як не був допущений до аспірантури по «п'ятому пункту», незважаючи на рекомендацію кафедри), а в 1956-му був прийнятий у Фундаментальну бібліотеку суспільних наук АН СРСР, яка в ті роки була осередком московського інтелектуальної життя. Потім працював в Інституті сходознавства АН СРСР. Опублікував ряд робіт з соціальної історії Індії. Знав про існування на істфаку МДУ нелегальної марксистської організації Краснопевцева, але відмовився в неї вступити.
В середині 1960-х років у нього взяв гору інтерес до конкретної соціології. Ставши в 1965 провідним співробітником соціологічної лабораторії Інституту праці, він багато їздив по країні, проводив обстеження на підприємствах, вивчав «мікротканину» суспільного життя: побут, вільний час і спосіб життя робітничого класу.
З 1966 по 1991 працював в Інституті міжнародного робочого руху АН СРСР, де згодом став керівником впливового наукового напрямку в російській соціальній історії та соціології. У 1967—1968 був одним з учасників комплексного соціологічного дослідження умов життя і побуту міського населення (проект «Таганрог»). Результати цієї роботи отримали відображення в книгах «Вільний час» (у співавторстві з Н. М. Римашевською) і «Людина після роботи» (1973, у співавторстві з Е. В. Клоповим). Під керівництвом Л. А. Гордона була підготовлена книга «Типологія несоціалістичних країн» (1976), де застосовувалися методи багатовимірної класифікації.
Стояв біля витоків особливої галузі соціологічних досліджень — соціології побуту, що вивчала цю сферу людського життя, яка за радянських часів вважалася вторинною по відношенню до виробництва і суспільної активності, і тому не заслуговують на увагу вчених.
У 1991 очолив Центр дослідження громадських рухів Інституту світової економіки і міжнародних відносин РАН. У 1990-ті роки написав десятки наукових і науково-публіцистичних праць, вніс великий внесок в теорію соціальної структури російського суспільства, соціологію масових рухів, дослідження побуту і вільного часу, історію російського суспільства, політичну науку.
Особливо пильну увагу приділяв аналізу робочого (в тому числі шахтарського) руху, що відроджувався — не тільки аналізу, але і з освітою його учасників і молодих лідерів. Тісне спілкування і співпраця з ними істотно розширило можливості спостереження за розвитком цього суб'єкта оновлення нашого суспільства і допомагало при аналізі соціального і політичного потенціалу цього руху.

## Оцінки
Леонід Абрамович Гордон був наділений рідкісним даром передбачати основні тенденції розвитку світу і Росії, володів рідкісними дослідними і організаторськими здібностями, умінням залучати до спільної роботи вчених — фахівців різних наукових дисциплін і різних країн. Все це сприяло тому, що він став одним з найбільш авторитетних російських вчених-«шістдесятників», чиїми талантами і зусиллями в нашій країні була відроджена і порівняно швидко виведена на цілком гідний рівень вітчизняна соціологія.
Оригінальний текст (рос.)
Леонид Абрамович Гордон был наделён редким даром предвидеть основные тенденции развития мира и России, обладал редкими исследовательскими и организаторскими способностями, умением привлекать к совместной работе учёных — специалистов разных научных дисциплин и разных стран. Всё это способствовало тому, что он стал одним из наиболее авторитетных российских учёных-«шестидесятников», чьими талантами и усилиями в нашей стране была возрождена и сравнительно быстро выведена на вполне достойный уровень отечественная социология.

## Вибрані праці
- Из истории рабочего класса Индии. Положение Бомбейского пролетариата в новейшее время. М.: ИВЛ, 1961.
- Человек после работы. Социальные проблемы быта и внерабочего времени. По материалам изучения бюджетов времени в крупных городах Европейской части СССР. М.: Наука, 1972. (спільно з Е. В. Клоповим)
- Пятидневная рабочая неделя и свободное время трудящихся (Таганрогские исследования). М.: Мысль, 1972. (спільно з Н. М. Римашевською).
- Типология несоциалистических стран (Опыт многомерно-статистического анализа народных хозяйств). М.: Наука, 1976. (спільно з Л. А. Фрідманом та ін.).
- Социальное развитие рабочего класса СССР: рост численности, квалификации, благосостояния рабочих в развитом социалистическом обществе. Историко-социологические очерки. М.: Наука, 1977. (спільно з Е. В. Клоповим).
- Гордон Л. А., Клопов Э. В., Оников Л. А. Черты социалистического образа жизни: быт городских рабочих вчера, сегодня, завтра. — М.: Знание, 1977. — 159 с.
- Социально-экономические проблемы труда и быта рабочего класса. (редакція, написання розділів). М.: ИМРД АН СССР, 1979.
- Рабочий класс СССР на рубеже 80-х годов. Ч. I—II. (загальна редакція, написання розділів). М.: ИМРД АН СССР, 1981.
- Развитие рабочего класса в социалистическом обществе. Интернациональные закономерности и национальные особенности. (загальна редакція, написання розділів). М.: Наука, 1982.
- Социальное и культурное развитие рабочего класса в социалистическом обществе. Ч. I—II. (загальна редакція, написання розділів). М.: ИМРД АН СССР, 1982.
- Социальный прогресс советского общества и перспективы развития рабочего класса. М.: ИМРД АН СССР, 1983.
- Прогресс повседневной бытовой деятельности советских рабочих в 60-70-е годы. М.: ИМРД АН СССР, 1983. (спільно з Е. В. Клоповим та Є. Б. Груздєвою).
- Технико-технологические сдвиги и социальное развитие промышленного ядра рабочего класса. М.: ИМРД АН СССР, 1983. (спільно з А. К. Назимовою).
- Тенденции и перспективы развития рабочего класса в социалистическом обществе. Сборник научных трудов. (загальна редакція, написання розділів). Прага: Институт философии и социологии ЧСАН, 1985. (На русском языке)
- Рабочий класс СССР: тенденции и перспективы социально-экономического развития. М.: Наука, 1985. (спільна з А. К. Назимовою)
- Советские рабочие в условиях ускорения социально-экономического развития. М.: Наука, 1987. (відповідальний редактор).
- Рабочий класс в социалистическом обществе: тенденции и перспективы развития в условиях интенсификации и перестройки экономики. М.: Наука, 1988.
- Что это было? Размышления о предпосылках и итогах того, что случилось с нами в 30-40-е годы. М.: Политиздат, 1989. (спільно з Е. В. Клоповим).
- Рабочее движение: документальные и аналитические материалы. М.:ИПЗ РАН, 1992. (відп. ред.)
- Шахтерское движение: документальные и аналитические материалы. М.: ИПЗ РАН, 1992. (відп. ред.).
- Шахтеры-92. Социальное сознание и социальный облик рабочей элиты. М.: Прогресс, 1993. (спільно з Е. Б. Груздевоб і В. В. Комаровським).
- Очерки рабочего движения в послесоциалистической России. Субъективные наблюдения, соединенные с попыткой объективного анализа промежуточных результатов исследования. М.: ИМЭМО РАН и Русско-Американский Фонд профсоюзных исследований и обучения, 1993.
- На пути к социальному партнерству. Развитие социально-трудовых отношений в современной России — от односторонне-командного управления к трехстороннему сотрудничеству. М.: Спец. приложение к бюллетеню «Конституционный вестник», 1993. (спільно з Е. В. Клоповим, Е. Шаблинською та ін.).
- Область возможного. Варианты социально-политического развития России и способность российского общества переносить тяготы переходного времени. М.: Русско-Американский Фонд профсоюзных исследований и обучения и ИМЭМО РАН, 1995.
- Надежда или угроза? Рабочее движение и профсоюзы в переходном обществе. М.: Русско-Американский Фонд профсоюзных исследований и обучения и ИМЭМО РАН, 1995.
- К изучению общественных проблем труда в России первой половины 90-х гг.: субъекты и объекты социально-трудовых отношений. М.: ИМЭМО РАН, 1996. (Социально-трудовые исследования. Вып. I). (спільно з В. Г. Гімпельсоном, Е. В. Клоповим та ін.)
- Положение наемных работников в России 90-х годов. Противоречия условий и оплаты труда как проявление послесоциалистического кризиса условий жизни. М.: ИМЭМО РАН, 1997. (Социально-трудовые исследования. Вып. VII)
- Крутой пласт: Шахтерская жизнь на фоне реструктуризации и общероссийских перемен (загальна редакція, написання розділів). М.: Комплекс-Прогресс, 1999.
- Потери и обретения в России девяностых. Историко-социологические очерки экономического положения народного большинства. Т. 1-2. М.: Эдиториал УРСС, 2000—2001. (спільно з Е. В. Клоповим). Т. 1. Меняющаяся страна в меняющемся мире: предпосылки перемен в условиях труда и уровне жизни. 2000. Т.2. Меняющаяся жизнь в меняющейся стране. 2001.